# There are known knowns

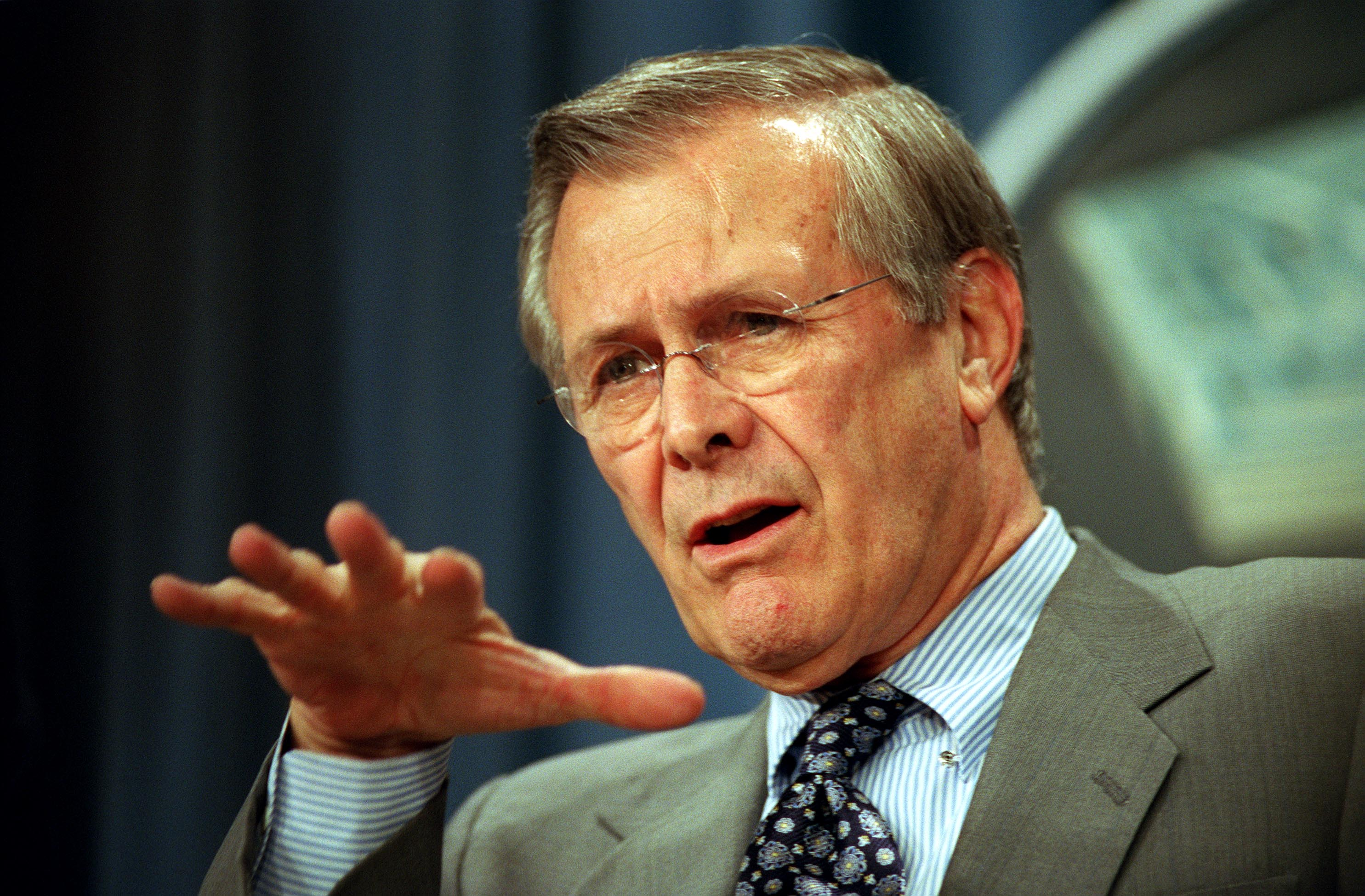
Rumsfeld lors d'un point de presse du Pentagone en février 2002.

There are known knowns... (« Il y a le connu connu... ») est le début d'une réponse donnée par le secrétaire à la Défense des États-Unis, Donald Rumsfeld, à une question posée lors d'une conférence de presse du département de la Défense des États-Unis (DoD) le 12 février 2002, sur le manque de preuves liant le gouvernement irakien à une hypothétique fourniture d'armes de destruction massive à des groupes terroristes.
Rumsfeld a déclaré : 

« Je trouve toujours intéressant les rapports qui concluent que quelque chose n'est pas arrivé ; parce que, comme chacun sait, il y a le connu connu, c’est-à-dire les choses que nous savons que nous savons ; nous savons aussi qu'il y a l'inconnu connu, c’est-à-dire les choses que nous savons que nous ne savons pas ; mais il y a aussi l'inconnu inconnu — les choses que nous ne savons pas que nous ne savons pas. Or si l'on examine l'histoire de notre pays, et d'autres pays libres, c'est dans cette dernière catégorie que se trouvent les cas difficiles. »

Cette déclaration a fait l'objet de nombreux commentaires, et a donné son titre à un film documentaire, The Unknown Known, réalisé par Errol Morris.

## Origine
La déclaration de Rumsfeld a généré beaucoup d'attention publique autour des notions de connu connu, d'inconnu connu, et d'inconnu inconnu, mais les professionnels de la sécurité nationale et du renseignement utilisent depuis longtemps une méthode d'analyse connue sous le nom de fenêtre de Johari faisant appel à des notions similaires. L'idée d'inconnu inconnu a été inaugurée en 1955 par deux psychologues nord-américains, Joseph Luft (1916–2014) et Harrington Ingham (1916–1995), dans leur élaboration de la fenêtre de Johari, qu'ils ont utilisée pour aider les gens à mieux comprendre leur relation avec eux-mêmes ainsi qu'avec les autres.
Le terme était en outre couramment utilisé au sein de la NASA. Rumsfeld lui-même a cité l'administrateur de la NASA William Robert Graham dans ses mémoires, expliquant avoir entendu pour la première fois « une variante de cette formule » de la part de Graham lorsqu'ils siégeaient ensemble à la « Commission chargée d'évaluer la menace de missiles balistiques envers les États-Unis » (Commission to Assess the Ballistic Missile Threat to the United States, plus connue sous le nom de Rumsfeld Commission (en)) à la fin des années 1990. Kirk Borne, un astrophysicien qui était employé à l'époque en tant qu'analyste des données au Goddard Space Flight Center de la NASA, a indiqué lors d'une conférence TED d'avril 2013 qu'il avait utilisé l'expression « unknown unknowns » lors d'une conversation avec le personnel du Homeland Security Transition Planning Office, quelques jours avant la déclaration de Rumsfeld, et a émis l'hypothèse que ces termes pouvaient avoir « percolé » jusqu'à Rumsfeld et d'autres hauts-fonctionnaires du ministère de la Défense.
Les termes « known unknowns » (« inconnu connu ») et « unknown unknowns » (« inconnu inconnu ») sont souvent utilisés dans les cercles de gestion de projet et de planification stratégique.
L'inconnu connu fait référence « aux risques que l'on connaît, tels que les vols annulés... ». L'inconnu inconnu se rapporte à des risques provenant de situations tellement inattendues qu'elles ne sont pas prises en compte. « Par exemple, avant l'invention de l'ordinateur personnel, les fabricants de machines à écrire ne prévoyaient probablement pas les risques [d'une telle invention] pour leur entreprise. » L'inconnu connu relève de phénomènes identifiés mais incomplètement compris, alors que l'inconnu inconnu relève de phénomènes qui ne peuvent être anticipés dans la mesure où il n'y a aucune expérience préalable ou aucune base théorique permettant d'en prévoir la survenue.

## Réactions
Alors que cette déclaration a initialement généré une certaine dérision envers l'administration Bush en général et Donald Rumsfeld en particulier, le consensus à son sujet a changé au fil des ans, et elle est désormais considérée avec respect. Parmi les défenseurs de Rumsfeld, le chroniqueur canadien Mark Steyn a estimé qu'il s'agissait d'une « brillante condensation d'un sujet fort complexe », tandis que l'économiste et blogueur australien John Quiggin a écrit : « Bien que le langage en soit torturé, l'argument de base est à la fois valable et important. » 
Selon le philosophe psychanalytique Slavoj Žižek, au-delà de ces trois catégories il en existe une quatrième : le connu inconnu, soit ce que l'on refuse d'admettre que l'on sait. « Si Rumsfeld pense que les principaux dangers de la confrontation avec l'Irak étaient l'inconnu inconnu, c'est-à-dire les menaces de Saddam dont nous ne pouvons même pas soupçonner la nature, alors le scandale d'Abou Ghraib montre que les principaux dangers résident dans le connu inconnu — les croyances inavouées, les suppositions et les pratiques obscènes que nous prétendons ne pas connaître, même si elles forment l'arrière-plan de nos valeurs publiques. »
Les sociologues allemands Christopher Daase et Oliver Kessler (2007) s'accordent avec Rumsfeld sur une notion essentielle qui est de considérer que le cadre cognitif de la pratique politique peut être déterminé par la relation entre ce que nous savons, ce que nous ne savons pas, ce que nous ne pouvons pas savoir, mais ajoutent que Rumsfeld a laissé de côté ce que nous n'aimons pas savoir.
Cet événement a été évoqué dans plusieurs livres pour discuter de l'évaluation des risques,.
Donald Rumsfeld a intitulé son autobiographie Known and Unknown: A Memoir, soit : Connu et Inconnu : mémoires. Dans une note de l'auteur au début du livre, il a expressément reconnu la source du titre de l'ouvrage, mentionnant quelques exemples de l'importance de sa déclaration, y compris un article Wikipedia. The Unknown Known est le titre du film documentaire biographique d'Errol Morris sur Rumsfeld.

## En sciences analytiques
Le terme « known unknowns » a été appliqué à l'identification de substances chimiques en utilisant des approches de chimie analytique, en particulier la spectrométrie de masse. Dans de nombreux cas, une inconnue, du point de vue d'un chercheur, qui est détectée lors d'une expérience, est en fait connue dans la littérature scientifique ou dans une base de données de référence. Ces types de composés sont appelés « knowns unknowns ». Le terme a été proposé en 2011 par James L. Little et al. et a depuis été régulièrement repris dans la littérature scientifique en tant qu'approche générale,,,.

## Voir également
- Théorie du risque
- Logique épistémique
- Théorie du cygne noir
- Fenêtre de Johari
- Effet Dunning-Kruger
- Théière de Russell
- Je sais que je ne sais rien
- Ignorabimus
- Ignotum per ignotius (en)
- Les quatre étapes de la compétence
- Problème de décision
- Outside Context Problem (en)
- Known and Unknown: A Memoir (en)
- The Unknown Known